# Caio Collet
Caio Jotta Collet  (São Paulo, 2002. április 3. –) brazil autóversenyző.

## Pályafutása

### Gokart
Collet 7 évesen kezdett el gokartozni. Több címet is megnyert hazájában, Brazíliában, mielőtt Európába költözött. 2016-ban leigazolta a Birel ART, ezzel pedig csatlakozott az All Road Managementhez.

### Formula–4
2018-ban debütált a Formula-autók világában, a Silberpfeil Energy Dubai csapatával vett részt a 2017–18-as Formula 4 UAE-bajnokságban. Collet jól teljesített, hiszen az első futamán egyből a 3. helyen végzett Leon Köhler és David Schumacher mögött. Collet csak a 3. és 4. versenyhétvégén versenyzett, de így is egy versenyt leszámítva mindegyiken dobogón állhatott. Ezzel 124 pontot szedett össze, ami összesítésben a 6. helyre volt elég.
2018-ban Collet volt az egyetlen brazil, aki a Francia Formula–4-bajnokságban versenyzett. Az első négy versenyhétvégén mind a dobogón végzett, a szezonban pedig összesen 7 győzelmet is szerzett, ennek köszönhetően bajnok lett az első évében. Összesen 303.5 pontot gyűjtött 66.5 ponttal megelőzve Ugo de Wilde-t. Ez a bajnokság elég volt ahhoz, hogy Colletet leigazolják az Alpine akadémiára.

### Formula Renault Európa-kupa
2019-ben a Francia F4-es címének köszönhetően helyet kapott a Formula Renault mezőnyében, a R-ace GP pilótájaként. Csapattársai az ausztrál Oscar Piastri, az orosz Alekszandr Szmoljar és a svájci Grégoire Saucy voltak. Collet először a 3. fordulóban Monacóban rendezett futamon állhatott dobogóra. A szezont 5 dobogós helyezéssel zárta, 207 pontot szerzett, ami 113 ponttal volt kevesebb, mint amennyit csapattársa, a bajnok Piastri szerzett.
Collet maradt a csapatnál a 2020-as szezonra. Jól kezdődött a szezonja, hiszen az első három futamon mindig dobogón állhatott, Imolában győzni is tudott. A szezon további részében több gonddal is küszködött, így 2. helyen végzett csak a szintén Alpine protezsált Victor Martins mögött.

### Toyota Racing Series
Collet részt vett a 2020-as Toyota Racing Seriesben is, az MTEC Motorsport pilótájaként. A Teretonga Parkban rendezett futamon szerezte az első és egyetlen győzelmét. A szezont 7. helyen zárta 219 ponttal.

### Formula–3
2020 októberében Collet a Catalunyában rendezett szezonvégi tesztekre csatlakozott a holland MP Motorsporthoz.
2021 februárjában jelentette be az MP Motorsport, hogy leszerződtették Colletet a 2021-es FIA Formula–3 szezonra, a Formula Renaultos korábbi riválisa, Victor Martins és Tijmen van der Helm mellé. Collet az évad végén a 9. helyen zárt, az újoncok közül pedig a 2. legjobb lett.
2022-re is maradt az MP Motorsport csapatánál. A várakozások alatti kezdet után, első dobogóját a katalán sprinten szerezte meg. A Red Bull Ringi második helyezése után, a szezon első győzelmét a Hungaroringen érte el a barbadosi Zane Maloney előtt. Zandvoortban, Hollandiában pedig Juan Manuel Correa előtt intették le elsőnek. Az év végi összetett 8. pozícióját foglalhatta el, 88 ponttal. Érdekesség, hogy mind a hét előtte lévő versenyző, 2023-ra fellépett az FIA Formula–2 bajnokságba.

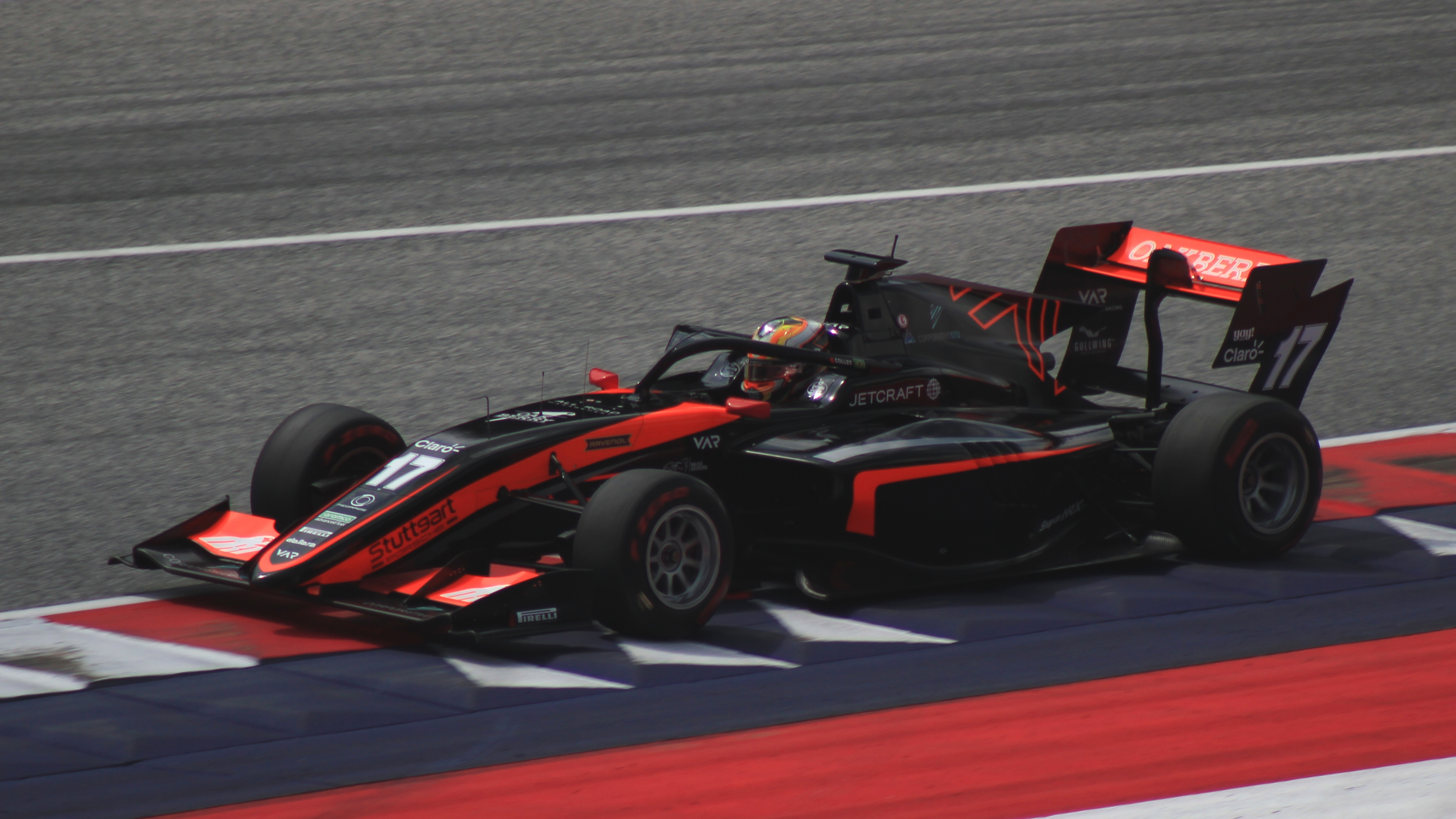
Collett a 2023-as osztrák nagydíjon.

2023 januárjában, némileg váratlanul kiderült, hogy nem lép szintet, hanem egy másik holland alakulathoz, a Van Amersfoort Racinghez (VAR) igazolt át az MP Motorsporttól a 2023-as FIA Formula–3 bajnokságban. A szezon első versenyén Bahreinben megszerezte a nyolcadik dobogós helyezést a sorozatban. A monacói főfutamon Sebastian Montoyával csatázott az ötödik helyért, amikor összeértek, megsérült az autója és kiesett, amely az egyetlen be nem fejezett versenye volt az évben. Július 29-én a kaotikus, biztonsági autós fázisokkal tarkított belga sprintversenyen aratta első, és egyben utolsó futamgyőzelmét 2023-ban. Végül a 9. helyen rangsorolták 73 egységgel.

### Formula–1
2019-ben felvették a Renault Sport Akadémiára. Életében először egy 2012-es Lotus E20-as Formula–1-es autót vezetett az Ibirapuera Parkban tartott bemutató során. 2021-ben átkeresztelték Alpine Akadémiára a gárdát, ahol továbbra is maradt alkalmazásban. 2023 elején került ki a programból.

### Formula–E
2024 januárjában a Nissan Formula E Team tartalék- és szimulátorpilótája lett a 2023–2024-es világbajnokságra. A 2024-es Misano ePrix újonc szabadedzésén vezette a gárda Formula–E autóját. A 2024-es Portland ePrix-en debütált éles versenyen is, amikor a rosszullét miatt távol maradó, Oliver Rowlandet helyettesítette.

### Indy NXT

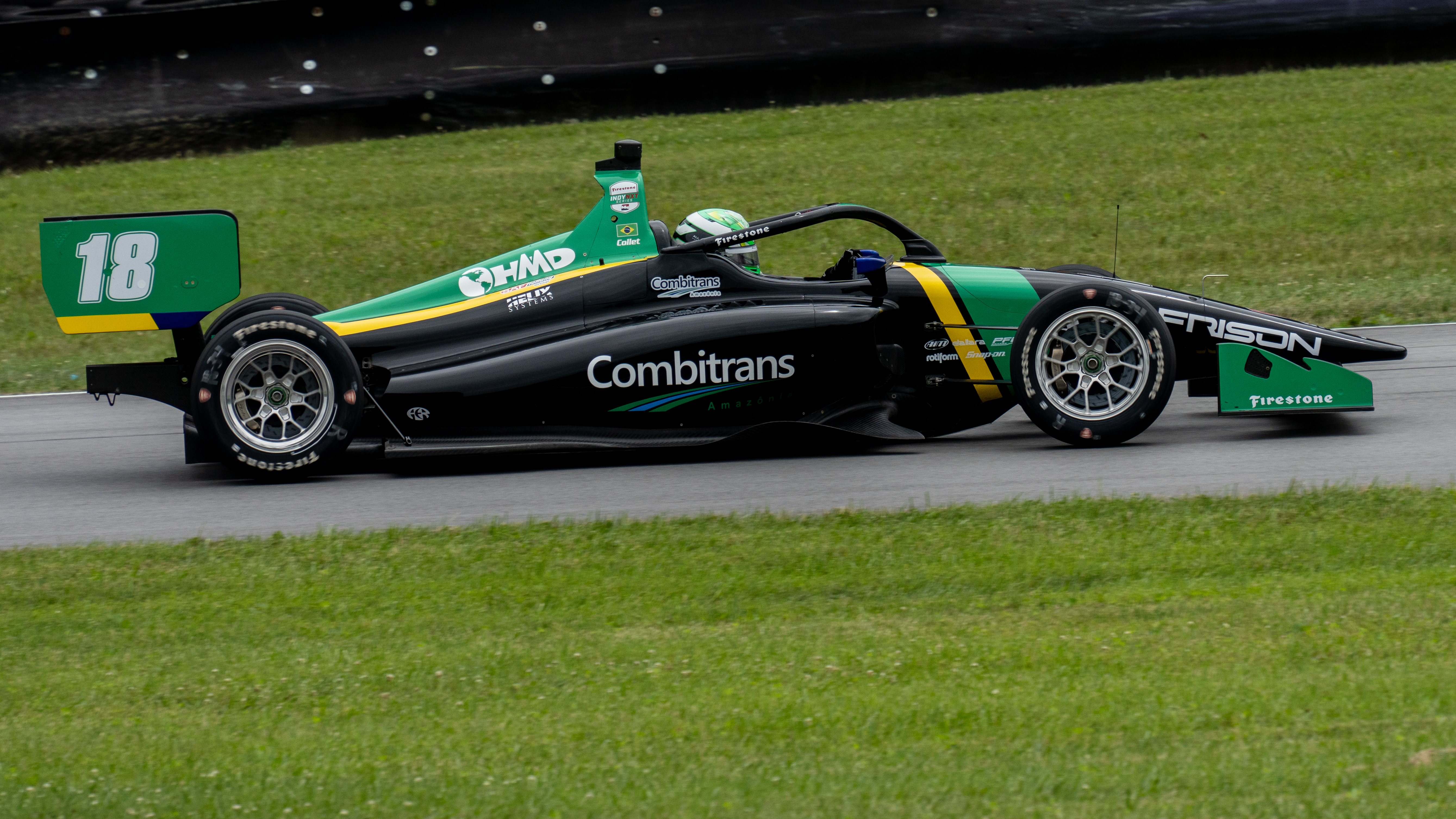
Collett 2024-ben, Mid-Ohioban.

2023 októberében részt vett az amerikai IndyCar, első számú utánpótlásának számító Indy NXT "Chris Griffis Memorial Tesztjén" Indianapolisban, a HMD Motorsports csapatánál. Miután részt vett ezenkívül még két szezon előtti teszten a csapattal a Barber Motorsports Parkban és Sebringben, a 2024-es évad előtt bejelentették, hogy ő lesz a HMD kilenc versenyzős felállásának utolsó tagja.

## Eredményei

### Karrier összefoglaló
| Szezon  | Bajnokság                   | Csapat                   | Verseny | Győzelem | Pole | Leggyorsabb kör | Dobogós helyezés | Pont  | Helyezés |
| ------- | --------------------------- | ------------------------ | ------- | -------- | ---- | --------------- | ---------------- | ----- | -------- |
| 2017–18 | Arab Formula–4-bajnokság    | Silberpfeil Energy Dubai | 7       | 1        | 2    | 3               | 6                | 124   | 6.       |
| 2018    | Francia Formula–4-bajnokság | FFSA Academy             | 20      | 7        | 3    | 7               | 11               | 303,5 | 1.       |
| 2018    | ADAC Formula–4-bajnokság    | Prema Theodore Racing    | 3       | 0        | 0    | 0               | 0                | 18    | 16.      |
| 2019    | Formula Renault Európa-kupa | R-ace GP                 | 20      | 0        | 0    | 0               | 6                | 207   | 5.       |
| 2020    | Formula Renault Európa-kupa | R-ace GP                 | 20      | 5        | 3    | 4               | 12               | 304   | 2.       |
| 2020    | Toyota Racing Series        | M2 Competition           | 15      | 1        | 1    | 2               | 1                | 219   | 7.       |
| 2021    | Formula–3                   | MP Motorsport            | 20      | 0        | 0    | 0               | 2                | 93    | 9.       |
| 2022    | Formula–3                   | MP Motorsport            | 18      | 2        | 1    | 2               | 5                | 88    | 8.       |
| 2023    | Formula–3                   | Van Amersfoort Racing    | 18      | 1        | 0    | 1               | 4                | 73    | 9.       |
| 2023–24 | Formula–E                   | Nissan                   | 2       | 0        | 0    | 0               | 0                | 0     | 28.      |
| 2024    | Indy NXT                    | HMD Motorsports          | 14      | 1        | 1    | 3               | 6                | 436   | 3.       |
| 2025    | Indy NXT                    | HMD Motorsports          | 0       | 0        | 0    | 0               | 0                | 0     |          |

* A szezon jelenleg is zajlik.

### Teljes Francia Formula–4-bajnokság eredménysorozata
(Táblázat értelmezése)

(Félkövér: pole-pozícióból indult; dőlt: leggyorsabb kört futott) 

| Év   | 1       | 2     | 3     | 4     | 5       | 6       | 7        | 8       | 9       | 10      | 11      | 12      | 13    | 14      | 15      | 16    | 17      | 18      | 19      | 20      | 21      | Helyezés | Pont  |
| ---- | ------- | ----- | ----- | ----- | ------- | ------- | -------- | ------- | ------- | ------- | ------- | ------- | ----- | ------- | ------- | ----- | ------- | ------- | ------- | ------- | ------- | -------- | ----- |
| 2018 | NOG 1 3 | NOG 2 | NOG 3 | PAU 1 | PAU 2 6 | PAU 3 1 | SPA 1 Ki | SPA 2 4 | SPA 3 2 | DIJ 1 4 | DIJ 2 4 | DIJ 3 1 | MAG 1 | MAG 2 3 | MAG 3 1 | JER 1 | JER 2 5 | JER 3 1 | LEC 1 3 | LEC 2 4 | LEC 3 5 | 1.       | 303,5 |

### Teljes Formula Renault Európa-kupa eredménysorozata
(Táblázat értelmezése)

(Félkövér: pole-pozícióból indult; dőlt: leggyorsabb kört futott) 

| Év   | Csapat   | 1        | 2       | 3       | 4       | 5       | 6       | 7       | 8       | 9       | 10      | 11      | 12      | 13       | 14      | 15      | 16       | 17      | 18       | 19      | 20      | Helyezés | Pont |
| ---- | -------- | -------- | ------- | ------- | ------- | ------- | ------- | ------- | ------- | ------- | ------- | ------- | ------- | -------- | ------- | ------- | -------- | ------- | -------- | ------- | ------- | -------- | ---- |
| 2019 | R-ace GP | MNZ 1 12 | MNZ 2 7 | SIL 1 5 | SIL 2 4 | MON 1 3 | MON 2 4 | LEC 1 5 | LEC 2 4 | SPA 1 8 | SPA 2   | NÜR 1 6 | NÜR 2 3 | HUN 1 4  | HUN 2 4 | CAT 1 4 | CAT 2 7  | HOC 1 3 | HOC 2 3  | YMC 1 8 | YMC 2 3 | 5.       | 207  |
| 2020 | R-ace GP | MNZ 1 3  | MNZ 2 1 | IMO 1 2 | IMO 2 5 | NÜR 1 6 | NÜR 2 4 | MAG 1   | MAG 2   | ZAN 1 2 | ZAN 2 1 | CAT 1 2 | CAT 2   | SPA 1 7‡ | SPA 2 6 | IMO 1   | IMO 2 Ki | HOC 1   | HOC 2 Ki | LEC 1 2 | LEC 2 4 | 2.       | 304  |

‡ Mivel a mezőny nem teljesítette a versenytáv 75%-át, ezért csak a pontok felét osztották ki.

### Teljes Toyota Racing Series eredménysorozata
(Táblázat értelmezése)

(Félkövér: pole-pozícióból indult; dőlt: leggyorsabb kört futott) 

| Év   | Csapat         | 1       | 2        | 3        | 4     | 5       | 6       | 7       | 8       | 9       | 10       | 11       | 12     | 13      | 14      | 15      | Helyezés | Pont |
| ---- | -------------- | ------- | -------- | -------- | ----- | ------- | ------- | ------- | ------- | ------- | -------- | -------- | ------ | ------- | ------- | ------- | -------- | ---- |
| 2020 | M2 Competition | HIG 1 7 | HIG 2 Ki | HIG 3 Ni | TER 1 | TER 2 8 | TER 3 5 | HMP 1 4 | HMP 2 6 | HMP 3 4 | PUK 1 Ki | PUK 2 14 | UK 3 7 | MAN 1 4 | MAN 2 6 | MAN 3 4 | 7.       | 219  |

### Teljes FIA Formula–3-as eredménysorozata
(Táblázat értelmezése)

(Félkövér: pole-pozícióból indult; dőlt: leggyorsabb kört futott) 

| Év   | Csapat                | 1         | 2          | 3           | 4          | 5         | 6          | 7          | 8          | 9         | 10         | 11        | 12         | 13         | 14         | 15        | 16        | 17         | 18         | 19      | 20      | 21       | Helyezés | Pont |
| ---- | --------------------- | --------- | ---------- | ----------- | ---------- | --------- | ---------- | ---------- | ---------- | --------- | ---------- | --------- | ---------- | ---------- | ---------- | --------- | --------- | ---------- | ---------- | ------- | ------- | -------- | -------- | ---- |
| 2021 | MP Motorsport         | CAT 1 3   | CAT 2 5    | CAT 3 8     | LEC 1 13   | LEC 2 Ki  | LEC 3      | RBR 1 17   | RBR 2 17   | RBR 3 7   | HUN 1 20   | HUN 2 12  | HUN 3 16   | SPA 1 9    | SPA 2 4    | SPA 3 4   | ZAN 1 5   | ZAN 2 4    | ZAN 3 5    | SOC 1 5 | SOC 2 T | SOC 3 Ki | 9.       | 93   |
| 2022 | MP Motorsport         | BHR SPR 7 | BHR FEA Ki | IMO SPR 24† | IMO FEA 11 | CAT SPR 3 | CAT FEA 7  | SIL SPR 11 | SIL FEA 4  | RBR SPR 2 | RBR FEA 27 | HUN SPR 1 | HUN FEA 9  | SPA SPR 10 | SPA FEA 6  | ZAN SPR 1 | ZAN FEA 7 | MNZ SPR 3  | MNZ FEA 20 |         |         |          | 8.       | 88   |
| 2023 | Van Amersfoort Racing | BHR SPR 3 | BHR FEA 14 | MEL SPR 21  | MEL FEA 16 | MON SPR 9 | MON FEA Ki | CAT SPR 17 | CAT FEA 12 | RBR SPR 3 | RBR FEA 3  | SIL SPR 4 | SIL FEA 15 | HUN SPR 23 | HUN FEA 19 | SPA SPR 1 | SPA FEA 5 | MNZ SPR 19 | MNZ FEA 4  |         |         |          | 9.       | 73   |

† A versenyt nem fejezte be, de helyezését értékelték.

### Teljes Formula–E eredménylistája
(Táblázat értelmezése)

(Félkövér: pole-pozícióból indult; dőlt: leggyorsabb kört futott) 

| Év      | Csapat                | 1   | 2   | 3   | 4   | 5   | 6   | 7   | 8   | 9   | 10  | 11  | 12  | 13     | 14     | 15  | 16  | Helyezés | Pont |
| ------- | --------------------- | --- | --- | --- | --- | --- | --- | --- | --- | --- | --- | --- | --- | ------ | ------ | --- | --- | -------- | ---- |
| 2023–24 | Nissan Formula E Team | MEX | DIR | DIR | SAP | TOK | MIS | MIS | MON | BER | BER | SHA | SHA | POR 18 | POR 16 | LON | LON | 28.      | 0    |

### Teljes Indy NXT eredménysorozata
| Év   | Csapat          | 1     | 2   | 3   | 4   | 5   | 6   | 7   | 8   | 9   | 10  | 11  | 12  | 13  | 14  | Helyezés | Pont |
| ---- | --------------- | ----- | --- | --- | --- | --- | --- | --- | --- | --- | --- | --- | --- | --- | --- | -------- | ---- |
| 2024 | HMD Motorsports | STP . | BAR | IMS | IMS | DET | ROA | LAG | LAG | MDO | IOW | GTW | POR | MIL | NSH | —        | 0    |
| 2025 | HMD Motorsports | STP . | BAR | IMS | IMS | DET | GTW | ROA | MDO | IOW | LAG | LAG | POR | MIL | NSH | —        | 0    |

* A szezon jelenleg is zajlik.